# 시바사키 가쿠
시바사키 가쿠(일본어: 柴崎 岳, 1992년 5월 28일 ~ )는 일본의 축구 선수이다. 현재 소속팀은 J1리그의 가시마 앤틀러스이다. 아내는 가수 겸 배우인 마노 에리나이다.

## 구단 경력
그는 2011년 J1리그의 가시마 앤틀러스에 입단했다. 2011년, 2012년, 2015년 3번의 J리그컵 우승, 2016년에 J1리그 우승을 차지했다. 2017년 CD 테네리페로 이적했다. 그 후 헤타페 CF, 데포르티보 라코루냐에서 뛰었다. 2020년 CD 레가네스로 이적했다. 2023년 가시마 앤틀러스로 복귀했다.

## 국가대표팀 경력
그는 2007년 FIFA U-20 월드컵에 참가할 일본 U-17 국가대표팀에 발탁되었으며, 3경기에 출전했다.
그는 2014년 9월 9일 베네수엘라과의 경기에서 일본 국가대표팀에 데뷔했다. 2015년 AFC 아시안컵 국가대표로 선발되어 1월 23일 스타디움 오스트레일리아에서 열렸던 아랍에미리트와의 8강전에서 동점골을 넣었으나 팀은 결국 승부차기 끝에 패했다.
2018년 FIFA 월드컵에도 출전, 16강 진출에 기여했다. 16강전 벨기에와의 경기에서는 후반 3분에 하라구치 겐키의 선제골을 어시스트. 2019년 AFC 아시안컵에도 출전, 준우승에 기여했다. 2019년 코파 아메리카에서 국가대표팀의 주장으로 출전했었다. 2022년 FIFA 월드컵에 선발되었으나 경기에 출전하지는 못하였다. 그는 2022년까지 국제 A매치 통산 60경기에 출전, 3득점을 넣었다.

## 통계

### 구단
| 가시마 앤틀러스 | 가시마 앤틀러스 | 가시마 앤틀러스 |
| 연도            | 출전            | 득점            |
| --------------- | --------------- | --------------- |
| 2011            | 19              | 1               |
| 2012            | 44              | 4               |
| 2013            | 44              | 2               |
| 2014            | 41              | 6               |
| 2015            | 30              | 5               |
| 통산            | 178             | 18              |

### 국가대표팀
| 일본 | 일본 | 일본 |
| 연도 | 출전 | 득점 |
| ---- | ---- | ---- |
| 2014 | 4    | 1    |
| 2015 | 9    | 2    |
| 2016 | 0    | 0    |
| 2017 | 1    | 0    |
| 2018 | 12   | 0    |
| 2019 | 19   | 0    |
| 2020 | 4    | 0    |
| 2021 | 6    | 0    |
| 2022 | 5    | 0    |
| 통산 | 60   | 3    |

## 타이틀

### 클럽
가시마 앤틀러스
- J리그컵: 2011, 2012, 2015
- J리그컵 / 코파 수다메리카나 챔피언십: 2012, 2013
- J1리그: 2016
- 천황배 전일본 축구 선수권 대회: 2016

### 개인
- J리그 베스트 영 플레이어상: 2012
- J리그컵 MVP: 2012
- J리그 베스트 일레븐: 2014
- J리그 월간 MVP: 2014년 8월
- FIFA 클럽 월드컵 브론즈상: 2016